# Wagengrab von Warcq
Das Wagengrab von Warcq liegt in Warcq, westlich von Charleville-Mézières im Département Ardennes in Frankreich. Es wurde 2013 bei Bauarbeiten für die  Autoroute A304 zwischen Charleville-Mézières und Rocroi entdeckt.
Die im Sommer 2014 stattgefundene Ausgrabung einer gallo-römischen Villa erbrachte ein gut erhaltenes gallisches Wagengrab (französisch Tombe à char). Diese Art von Bestattung beginnt in Westmitteleuropa um das 7. Jahrhundert v. Chr., ist aber in den Ardennen erst in der Eisenzeit im 5. bis 4. Jahrhundert häufiger. Einige Indikatoren ermöglichen es das Grab dem späten 2. oder frühen 1. Jahrhundert v. Chr. (La Tène D1) zuzuweisen. Das 5,5 × 2,8 m große Grab war bis zu einer Tiefe von mehr als einem Meter durch erhaltene Holzwände intakt. Die eingestürzte Holzdecke lag auf dem Boden der Grabkammer, was zur Erhaltung der Überreste des Verstorbenen und der Grabbeigaben beitrug.
Der hochgestellte Tote wurde mit einem zweirädrigen Wagen (kein Streitwagen, sondern eine Zeremonial-Karre) begraben, die mit Bronzemünzen und Einlagen aus gelbem und blauem Glas dekoriert war. Abschnitte der Karre, einschließlich des Inneren Radkranzes waren mit Blattgold verziert. Zur Bestattung gehören vier Pferde. Zwei sind in den westlichen Ecken abgelegt worden, während die anderen vor der Karre unter dem Joch lagen. Ein Schwein war als Nahrungsbeigabe niedergelegt worden.
Der Verstorbene, lag auf dem Wagenkasten und trug eine  gebogene Schwertscheide, einen goldenen Halsring und eine Fibel, als Mantelverschluss. Ihm wurden eine Pinzette und ein eisernes Rasiermesser mitgegeben. Drei Keramikgefäße wurden beim Einsturz der Decke zerschlagen.
Die Anwesenheit von vier Pferden und die in der Mitte gefaltete Schwertscheide, kommen häufiger bei den Kelten Norditaliens vor und weniger in Gallien.